# Rolando Cubela
Rolando Cubela Secades (Cienfuegos, Cuba, 19 de gener de 1933 - Doral, Florida, 23 d'agost de 2022) va ser un líder revolucionari cubà que va tenir un paper vital en la Revolució Cubana. Va ser membre fundador del Directorio Revolucionario Estudiantil (DRE) i més tard cap militar del front de la muntanya Escambray, on va ser nomenat Comandant, el grau militar més alt de l'Exèrcit Revolucionari. Després del triomf de la Revolució el 1959, Cubela es va convertir en l'enviat de Cuba a la UNESCO.
Sota el criptònim AM/LASH, Cubela es va convertir en "un actiu important" de l'Agència Central d'Intel·ligència, i va treballar amb ells en complots per assassinar Fidel Castro. El 1966, Cubela va ser detingut per conspirar l'assassinat de Castro i condemnat a 25 anys de presó. Alliberat el 1979, s'exilià a Espanya.

## Biografia
Cubela va néixer a Cienfuegos el 19 de gener de 1933, tot i que algunes fonts citen incorrectament el 1932.

### Revolució Cubana
Va ser membre fundador el 1955 del Directorio Revolucionario Estudiantil (DRE), i va ser un dels vuit membres del seu Consell Executiu. El 1956 Cubela va formar part d'un grup del DRE que va intentar assassinar Santiago Rey Perna, membre del gabinet del president Fulgencio Batista; Perna era absent en el moment de l'atac i el grup va assassinar Antonio Blanco Rico, cap de la intel·ligència militar cubana. L'incident va portar el cap de la Policia Nacional Rafael Salas Canizares assaltés l'ambaixada d'Haití a L'Havana, on alguns revolucionaris hi van anar a buscar asil polític; en l'assalt hi van morir Canizares i deu revolucionaris. Després de l'atemptat, Cubela es va exiliar als Estats Units a finals de 1956, per tornar a Cuba el 1958.

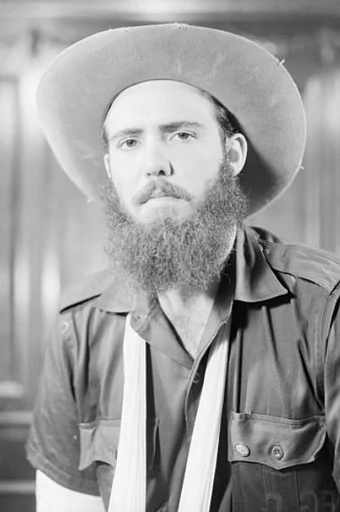
Rolando Cubela vers el 1960.

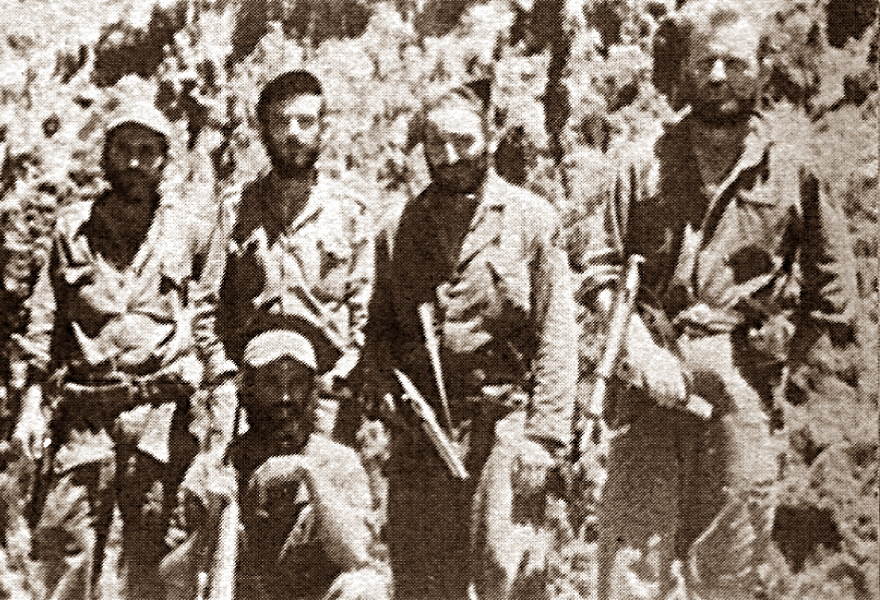
Segon Front Escambray el 1958. Drets d'esquerra a dreta: Nene Français, Eloy Gutiérrez Menoyo, Henry Fuerte, William Morgan; Ajagut: José García.

A mitjans de 1958, Cubela disputava el lideratge del Directorio Revolucionario Estudiantil amb Eloy Gutiérrez Menoyo. Menoyo havia organitzat el front de la muntanya Escambray que va ser el centre de l'activitat del DRE després de l'intent de cop d'estat fallit del març de 1957 a L'Havana. Cubela va ser finalment reconegut com a cap militar del DRE i Menoyo va abandonar l'organització, el qual va formar el Segundo Frente del Escambray. Cubela va dirigir. amb Faure Chomón el grup guerriller del Directorio Revolucionario a l'Escambray i va coordinar les seves accions amb les columnes guerrilleres del Moviment 26 de Juliol que van arribar a la zona l'octubre de 1958 sota el comandament del Che Guevara i Camilo Cienfuegos.
Anys més tard, després del triomf de la Revolució, molts dels membres del Segundo Frente van lluitar contra el nou règim de Fidel Castro. Cubela al capdavant del DRE va ser ferit a la batalla de Santa Clara.

### Activitat després de la Revolució
Després de la Revolució Cubana, Cubela va ser nomenat Vicesecretari del Ministeri de Govern l'any 1959, i a l'octubre va ser elegit cap de la Federación Estudiantil Universitaria. Cubela va fer importants contribucions els primers mesos del govern revolucionari per a la reconciliació dels diferents grups revolucionaris, i el 1960 va propiciar la fusió de diversos grups de joves i estudiants. L'estiu de 1960 es va trobar amb un vell amic, Carlos Tepedino, que aleshores treballava per a la CIA sota el criptònim AMWHIP. Després que el líder cubà Fidel Castro hagués traït, segons Cubela, la revolució i instaurat una dictadura comunista, Cubela es va desencantar i va començar a conspirar amb la CIA i altres opositors al règim castrista per intentar acabar amb el govern de Castro i refer el rumb polític cubà cap a un sistema no socialista.

#### Agent de la CIA
Més tard es va convertir en "un actiu important" de l'Agència Central d'Intel·ligència sota el criptònim AM/LASH, i va treballar amb ells en conspiracions per assassinar Fidel Castro. L'octubre de 1963, Cubela es va reunir amb Desmond Fitzgerald, cap de l'Estat Major d'Afers Especials de la CIA, a París, malgrat les objeccions d'alguns membres del personal del propi SAS que consideraven Cubela com a un possible perill o, almenys, un risc per a la seguretat. En una altra reunió de París el 22 de novembre de 1963, Cubela va rebre una "ploma de verí": una ploma estilogràfica amb una agulla hipodèrmica que s'havia d'utilitzar per a injectar verí a Castro. Tanmateix, Cubela va insistir en reunir-se amb el fiscal general dels Estats Units, Robert Kennedy, abans de procedir a l'assassinat de Castro. La CIA, cautelosa per l'actitud de l'antic revolucionari, va posar fi a la seva relació amb Cubela "per motius relacionats amb la seguretat" el juny de 1965.

### Detenció i darrers anys
El 28 de febrer de 1966, Castro va convocar Rolando Cubela al seu despatx i el va fer arrestar per conspirar l'assassinat del cap d'Estat. La fiscalia no es va referir als contactes o activitats de la CIA anteriors a 1964 de Cubela, inclòs l'episodi de la ploma amb verí de 1963, limitant les proves a les activitats de 1964 i 1965. Després que Castro demanés al tribunal que li commutés la pena de mort, Cubela va ser condemnat a 25 anys de presó. Després del seu indult de Castro i del seu alliberament el 1979, es va exiliar a Espanya i es va fer metge. Va passar els darrers anys de la seva vida a Miami, Florida, on no va participar en les activitats polítiques de l'exili cubà.
Va morir el 24 d'agost de 2022 en un hospital de Doral, Florida.